# الادیو زاراته
الادیو زاراته (اسپانیایی: Eladio Zárate‎؛ زادهٔ ۱۴ ژانویهٔ ۱۹۴۲) بازیکن فوتبال، و سرمربی (فوتبال) اهل پاراگوئه است.

## باشگاهی
از باشگاه‌هایی که در آن بازی کرده‌است می‌توان به باشگاه فوتبال اونیورسیداد شیلی اشاره کرد.